# Medaliści mistrzostw świata w kolarstwie górskim – downhill
Pełna lista medalistów i medalistek mistrzostw świata w kolarstwie górskim w downhillu.

## Mężczyźni

### Elite
| Rok  | Złoto            | Srebro            | Brąz                |
| ---- | ---------------- | ----------------- | ------------------- |
| 1990 | Greg Herbold     | Mike Kloser       | Paul Thomasberg     |
| 1991 | Albert Iten      | John Tomac        | Glen Adams          |
| 1992 | Dave Cullinan    | Jimmy Deaton      | Christian Taillefer |
| 1993 | Mike King        | Paolo Caramellino | Myles Rockwell      |
| 1994 | François Gachet  | Tommy Johansson   | Corrado Hérin       |
| 1995 | Nicolas Vouilloz | François Gachet   | Mike King           |
| 1996 | Nicolas Vouilloz | Shaun Palmer      | Bas de Bever        |
| 1997 | Nicolas Vouilloz | John Tomac        | Cédric Gracia       |
| 1998 | Nicolas Vouilloz | Gerwin Peters     | Mickaël Pascal      |
| 1999 | Nicolas Vouilloz | Mickaël Pascal    | Eric Carter         |
| 2000 | Myles Rockwell   | Steve Peat        | Mickaël Pascal      |
| 2001 | Nicolas Vouilloz | Steve Peat        | Greg Minnaar        |
| 2002 | Nicolas Vouilloz | Steve Peat        | Chris Kovarik       |
| 2003 | Greg Minnaar     | Mickaël Pascal    | Fabien Barel        |
| 2004 | Fabien Barel     | Greg Minnaar      | Sam Hill            |
| 2005 | Fabien Barel     | Sam Hill          | Greg Minnaar        |
| 2006 | Sam Hill         | Greg Minnaar      | Nathan Rennie       |
| 2007 | Sam Hill         | Fabien Barel      | Gee Atherton        |
| 2008 | Gee Atherton     | Steve Peat        | Sam Hill            |
| 2009 | Steve Peat       | Greg Minnaar      | Michael Hannah      |
| 2010 | Sam Hill         | Steve Smith       | Greg Minnaar        |
| 2011 | Danny Hart       | Damien Spagnolo   | Samuel Blenkinsop   |
| 2012 | Greg Minnaar     | Gee Atherton      | Steve Smith         |
| 2013 | Greg Minnaar     | Michael Hannah    | Jared Graves        |
| 2014 | Gee Atherton     | Josh Bryceland    | Troy Brosnan        |
| 2015 | Loïc Bruni       | Greg Minnaar      | Josh Bryceland      |
| 2016 | Danny Hart       | Laurie Greenland  | Florent Payet       |
| 2017 | Loïc Bruni       | Michael Hannah    | Aaron Gwin          |
| 2018 | Loïc Bruni       | Martin Maes       | Danny Hart          |
| 2019 | Loïc Bruni       | Troy Brosnan      | Amaury Pierron      |
| 2020 | Reece Wilson     | David Trummer     | Rémi Thirion        |
| 2021 | Greg Minnaar     | Benoît Coulanges  | Troy Brosnan        |
| 2022 | Loïc Bruni       | Amaury Pierron    | Loris Vergier       |

### Juniorzy
| Rok  | Złoto              | Srebro             | Brąz                  |
| ---- | ------------------ | ------------------ | --------------------- |
| 1996 | Andy Bueler        | Cédric Gracia      | Maxime Gardella       |
| 1997 | Mickaël Pascal     | David Vázquez      | Tobias Westman        |
| 1998 | Fabien Barel       | Franck Parolin     | Nathan Rennie         |
| 1999 | Nathan Rennie      | David Wardell      | Jarrod Rando          |
| 2000 | Julien Poomans     | Michael Hannah     | Jean-Paul Labossière  |
| 2001 | Ben Cory           | Julien Camellini   | Samuel Hill           |
| 2002 | Samuel Hill        | Gee Atherton       | Justin Havukainen     |
| 2003 | Samuel Hill        | Gee Atherton       | Cyrille Kurtz         |
| 2004 | Romain Saladini    | Florent Payet      | Kyle Strait           |
| 2005 | Amiel Cavalier     | Brendan Fairclough | Liam Panozzo          |
| 2006 | Cameron Cole       | Samuel Blenkinsop  | Antoine Badouard      |
| 2007 | Ruaridh Cunningham | John Swanguen      | Matthew Scoles        |
| 2008 | Josh Bryceland     | Sam Dale           | Rémi Thirion          |
| 2009 | Brook MacDonald    | Shaun O'Connor     | Danny Hart            |
| 2010 | Troy Brosnan       | Neko Mulally       | Lewis Buchanan        |
| 2011 | Troy Brosnan       | David Trummer      | Guillaume Cauvin      |
| 2012 | Loïc Bruni         | Richard Rude       | Connor Fearon         |
| 2013 | Richard Rude       | Loris Vergier      | Michael Jones         |
| 2014 | Loris Vergier      | Laurie Greenland   | Jacob Dickson         |
| 2015 | Laurie Greenland   | Martin Maes        | Jackson Frew          |
| 2016 | Finnley Iles       | Magnus Manson      | Gaëtan Vigé           |
| 2017 | Matt Walker        | Joe Breeden        | Max Hartenstein       |
| 2018 | Kade Edwards       | Kye A'Hern         | Elliot Jamieson       |
| 2019 | Kye A'Hern         | Antoine Vidal      | Tuhoto-Ariki Pene     |
| 2020 | Oisin O'Callaghan  | Daniel Slack       | James Elliott         |
| 2021 | Jackson Goldstone  | Jordan Williams    | Lachlan Stevens-McNab |
| 2022 | Jordan Williams    | Remy Meier-Smith   | Davide Cappello       |

## Kobiety

### Elite
| Rok  | Złoto                  | Srebro            | Brąz             |
| ---- | ---------------------- | ----------------- | ---------------- |
| 1990 | Cindy Devine           | Elladee Brown     | Penny Davidson   |
| 1991 | Giovanna Bonazzi       | Nathalie Fiat     | Cindy Devine     |
| 1992 | Juli Furtado           | Kim Sonier        | Cindy Devine     |
| 1993 | Giovanna Bonazzi       | Kim Sonier        | Missy Giove      |
| 1994 | Missy Giove            | Sophie Kempf      | Giovanna Bonazzi |
| 1995 | Leigh Donovan          | Mercedes González | Giovanna Bonazzi |
| 1996 | Anne-Caroline Chausson | Leigh Donovan     | Missy Giove      |
| 1997 | Anne-Caroline Chausson | Marielle Saner    | Katja Repo       |
| 1998 | Anne-Caroline Chausson | Nolvenn Le Caër   | Cheri Elliott    |
| 1999 | Anne-Caroline Chausson | Katja Repo        | Sari Jorgensen   |
| 2000 | Anne-Caroline Chausson | Katja Repo        | Marla Streb      |
| 2001 | Anne-Caroline Chausson | Fionn Griffiths   | Leigh Donovan    |
| 2002 | Anne-Caroline Chausson | Fionn Griffiths   | Missy Giove      |
| 2003 | Anne-Caroline Chausson | Sabrina Jonnier   | Nolvenn Le Caër  |
| 2004 | Vanessa Quin           | Mio Suemasa       | Céline Gros      |
| 2005 | Anne-Caroline Chausson | Sabrina Jonnier   | Emmeline Ragot   |
| 2006 | Sabrina Jonnier        | Tracy Moseley     | Rachel Atherton  |
| 2007 | Sabrina Jonnier        | Rachel Atherton   | Tracey Hannah    |
| 2008 | Rachel Atherton        | Sabrina Jonnier   | Emmeline Ragot   |
| 2009 | Emmeline Ragot         | Tracy Moseley     | Kathleen Pruitt  |
| 2010 | Tracy Moseley          | Sabrina Jonnier   | Emmeline Ragot   |
| 2011 | Emmeline Ragot         | Rachel Atherton   | Claire Buchar    |
| 2012 | Morgane Charre         | Emmeline Ragot    | Manon Carpenter  |
| 2013 | Rachel Atherton        | Emmeline Ragot    | Tracey Hannah    |
| 2014 | Manon Carpenter        | Rachel Atherton   | Tahnee Seagrave  |
| 2015 | Rachel Atherton        | Manon Carpenter   | Tracey Hannah    |
| 2016 | Rachel Atherton        | Myriam Nicole     | Tracey Hannah    |
| 2017 | Miranda Miller         | Myriam Nicole     | Tracey Hannah    |
| 2018 | Rachel Atherton        | Tahnee Seagrave   | Myriam Nicole    |
| 2019 | Myriam Nicole          | Tahnee Seagrave   | Marine Cabirou   |
| 2020 | Camille Balanche       | Myriam Nicole     | Monika Hrastnik  |
| 2021 | Myriam Nicole          | Marine Cabirou    | Camille Balanche |
| 2022 | Valentina Höll         | Nina Hoffmann     | Myriam Nicole    |

### Juniorki
| Rok  | Złoto              | Srebro             | Brąz                  |
| ---- | ------------------ | ------------------ | --------------------- |
| 1996 | Nolvenn Le Caër    | Sabrina Jonnier    | Sari Jorgensen        |
| 1997 | Sara Stieger       | Tracy Moseley      | Sabrina Jonnier       |
| 1998 | Sari Jorgensen     | Sabrina Jonnier    | Johanna Rubel-Todt    |
| 1999 | Sabrina Jonnier    | Kathy Pruitt       | Helen Gaskell         |
| 2000 | Kathy Pruitt       | Helen Gaskell      | Fionn Griffiths       |
| 2001 | Mio Suemasa        | Céline Gros        | Helen Gaskell         |
| 2002 | Emmeline Ragot     | Claire Bauchet     | Diana Marggraff       |
| 2003 | Emmeline Ragot     | Scarlett Hagen     | Bernardita Pizarro    |
| 2004 | Scarlett Hagen     | Rachel Atherton    | Audrey Le Corguille   |
| 2005 | Rachel Atherton    | Scarlett Hagen     | Micayla Gatto         |
| 2006 | Tracey Hannah      | Floriane Pugin     | Micayla Gatto         |
| 2007 | Floriane Pugin     | Katy Curd          | Myriam Nicole         |
| 2008 | Anaïs Pajot        | Myriam Nicole      | Mélanie Pugin         |
| 2009 | Anaïs Pajot        | Julie Berteaux     | Holly Baarspul        |
| 2010 | Lauren Rosser      | Fanny Lombard      | Julie Berteaux        |
| 2011 | Manon Carpenter    | Agnes Delest       | Lauren Rosser         |
| 2012 | Holly Feniak       | Tahnee Seagrave    | Danielle Beecroft     |
| 2013 | Tahnee Seagrave    | Danielle Beecroft  | Tegan Molloy          |
| 2014 | Tegan Molloy       | Viktoria Gimenez   | Marine Cabirou        |
| 2015 | Marine Cabirou     | Viktoria Gimenez   | Lilla Megyaszai       |
| 2016 | Alessia Missiaggia | Samantha Kingshill | Flora Lesoin          |
| 2017 | Mélanie Chappaz    | Shania Rawson      | Flora Lesoin          |
| 2018 | Valentina Höll     | Anna Newkirk       | Mille Johnset         |
| 2019 | Valentina Höll     | Mille Johnset      | Anna Newkirk          |
| 2020 | Lauryne Chappaz    | Sophie Gutöhrle    | Léona Pierrini        |
| 2021 | Izabeła Jankowa    | Kine Haugom        | Gracey Hemstreet      |
| 2022 | Jenna Hastings     | Gracey Hemstreet   | Valentina Roa Sánchez |